# (73043) 2002 EC98
(73043) 2002 EC98 – planetoida z pasa głównego asteroid okrążająca Słońce w ciągu 3,54 lat w średniej odległości 2,32 j.a. Odkryta 12 marca 2002 roku.